# Список шхерботов Российского императорского флота
В список включены шхерботы, состоявшие на вооружении Российского императорского флота.

## Легенда
Список судов разбит на разделы по флотам и флотилиям, внутри разделов суда представлены в порядке очерёдности включения их в состав флота. Ссылки на источники информации для каждой строки таблицы списка и комментариев, приведённых к соответствующим строкам, сгруппированы и располагаются в столбце Примечания
- Наименование — имя судна, в случае если оно не сохранилось, указывается количество однотипных судов.
- Размер — длина и ширина судна в метрах.
- Верфь — место постройки судна.
- Корабельный мастер — фамилия мастера, построившего или руководившего постройкой судна.
- Дата закладки судна — дата начала строительства.
- История службы — основные места, даты и события.
- н/д — нет данных.

Сортировка может проводиться по любому из выбранных столбцов таблиц, кроме столбцов История службы и Примечания.

## Шхерботы Каспийской флотилии
В разделе приведены шхерботы, входившие в состав Каспийской флотилии России.
| Наименование | Ор. | Размер | Верфь           | Корабельный мастер | Закладка | Вход        | Выход | История службы | Прим.       |
| ------------ | --- | ------ | --------------- | ------------------ | -------- | ----------- | ----- | --- | ----------- |
| 20 шхерботов | н/д | н/д    | Казанская верфь | Роберт Гардлий     | 1724     | апрель 1725 | н/д   | 6 (17) сентября 1725 года были направлены из Казани в Астрахань в составе отряда под командованием лейтенанта Ивана Зайцева. | [ 1 ] [ 2 ] |
| 15 шхерботов | н/д | н/д    | Казанская верфь | Секибонис-Потьма   | 1724     | апрель 1725 | н/д   | 6 (17) сентября 1725 года были направлены из Казани в Астрахань в составе отряда под командованием лейтенанта Ивана Зайцева. | [ 1 ] [ 3 ] |
| 15 шхерботов | н/д | н/д    | Казанская верфь | Савенков           | 1724     | апрель 1725 | н/д   | 6 (17) сентября 1725 года были направлены из Казани в Астрахань в составе отряда под командованием лейтенанта Ивана Зайцева. | [ 1 ] [ 3 ] |

## Шхерботы Сибирской флотилии
В разделе приведены шхерботы, входившие в состав Сибирской флотилии России.
| Наименование | Ор. | Размер | Верфь          | Корабельный мастер | Закладка | Вход      | Выход     | История службы | Прим.                                       |
| ------------ | --- | ------ | -------------- | ------------------ | -------- | --------- | --------- | --- | ------------------------------------------- |
| Елизавета    | н/д | н/д    | Охотская верфь | М. Ругачёв         | н/д      | 1741/1742 | 1754/1755 | В 1743 году доставлял жалование и распоряжения для мастеров в Большерецк. В 1745 году был выброшен на камчатский берег, впоследствии снят, отремонтирован и возвращён в состав флота. В кампанию 1754 года следовал в Гижигу с казной, артиллерией, провиантом и командой секретной экспедиции из 48 человек, приблизился к камчатскому берегу для зимовки, однако из-за действий экипажа потерпел крушение. Груз шхербота спасти не удалось. | [ 5 ] [ 6 ] [ 7 ] [ 8 ] [ 9 ] [ 10 ] [ 11 ] |

## Трофейные шхерботы
В разделе приведены захваченные у неприятеля шхерботы.
| Наименование | Ор. | Размер | Верфь | Корабельный мастер | Закладка | Вход                     | Выход | История службы | Прим.  |
| ------------ | --- | ------ | ----- | ------------------ | -------- | ------------------------ | ----- | --- | ------ |
| Флюдра       | 6   | н/д    | н/д   | н/д                | н/д      | 27 июля (7 августа) 1714 | н/д   | Захвачен 27 июля (7 августа) 1714 года во время Гангутского сражения авангардом галерного флота под командованием шаутбенахта Петра Михайлова. | [ 12 ] |
| Мортан       | 4   | н/д    | н/д   | н/д                | н/д      | 27 июля (7 августа) 1714 | н/д   | Захвачен 27 июля (7 августа) 1714 года во время Гангутского сражения авангардом галерного флота под командованием шаутбенахта Петра Михайлова. | [ 12 ] |
| Симиан       | 4   | н/д    | н/д   | н/д                | н/д      | 27 июля (7 августа) 1714 | н/д   | Захвачен 27 июля (7 августа) 1714 года во время Гангутского сражения авангардом галерного флота под командованием шаутбенахта Петра Михайлова. | [ 12 ] |
| 1 шхербот    | 18  | н/д    | н/д   | н/д                | н/д      | май 1718                 | н/д   | Захвачен в мае 1718 года у Гангута островскими лодками.                                                                                        | [ 12 ] |

### Комментарии
1. 1 2 3  Из 50 шхерботов, заложенных на Каспийской верфи в 1724 году, 40 были заложено по большому чертежу и 10 по «меньшому». Каждый из шхерботов обошёлся казне в 246 рублей 77 копеек, а с учётом провода до Астрахани — в 286 рублей 43,75 копейки[1].
2. ↑  По другим данным кораблестроитель А. И. Кузьмин[4].
3. ↑  По другим данным разбился там же в 1755 году[4].